# 1. Fußball-Club Nürnberg Verein für Leibesübungen 1983-1984
Questa voce raccoglie le informazioni riguardanti il 1. Fußball-Club Nürnberg Verein für Leibesübungen nelle competizioni ufficiali della stagione 1983-1984.

## Stagione
Nella stagione 1983-1984 il Norimberga, allenato da Udo Klug, Rudolf Kröner, Fritz Popp e Heinz Höher, concluse il campionato di Bundesliga al 18º posto. In Coppa di Germania il Norimberga fu eliminato al primo turno dall'Osnabrück.

## Rosa
| N. |                     | Ruolo | Calciatore       |
| -- | ------------------- | ----- | ---------------- |
|    | Germania (bandiera) | P     | Herbert Heider   |
|    | Germania (bandiera) | P     | Rudolf Kargus    |
|    | Germania (bandiera) | D     | Norbert Eder     |
|    | Norvegia (bandiera) | D     | Anders Giske     |
|    | Germania (bandiera) | D     | Werner Habiger   |
|    | Germania (bandiera) | D     | Alois Reinhardt  |
|    | Germania (bandiera) | D     | Reinhold Schöll  |
|    | Germania (bandiera) | D     | Jürgen Täuber    |
|    | Germania (bandiera) | D     | Horst Weyerich   |
|    | Germania (bandiera) | C     | Thomas Brunner   |
|    | Germania (bandiera) | C     | Reiner Geyer     |
|    | Germania (bandiera) | C     | Roland Grahammer |

| N. |                     | Ruolo | Calciatore           |
| -- | ------------------- | ----- | -------------------- |
|    | Germania (bandiera) | C     | Herbert Heidenreich  |
|    | Austria (bandiera)  | C     | Reinhold Hintermaier |
|    | Germania (bandiera) | C     | Dieter Lieberwirth   |
|    | Germania (bandiera) | C     | Stefan Lottermann    |
|    | Germania (bandiera) | C     | Thomas Roßberger     |
|    | Germania (bandiera) | C     | Klaus Wabra          |
|    | Germania (bandiera) | A     | Rüdiger Abramczik    |
|    | Germania (bandiera) | A     | Norbert Blabl        |
|    | Germania (bandiera) | A     | Manfred Burgsmüller  |
|    | Germania (bandiera) | A     | Werner Heck          |
|    | Germania (bandiera) | A     | Dieter Trunk         |

## Organigramma societario
Area tecnica
- Allenatore: Heinz Höher
- Allenatore in seconda:
- Preparatore dei portieri:
- Preparatori atletici:

## Calciomercato

### Sessione estiva
| Acquisti | Acquisti            | Acquisti              | Acquisti |
| R.       | Nome                | da                    | Modalità |
| -------- | ------------------- | --------------------- | -------- |
| D        | Anders Giske        | Brann                 |          |
| A        | Rüdiger Abramczik   | Borussia Dortmund     |          |
| A        | Manfred Burgsmüller | Borussia Dortmund     |          |
| C        | Roland Grahammer    | Augusta               |          |
| D        | Werner Habiger      | Stoccarda             |          |
| P        | Herbert Heider      | Kickers Stoccarda     |          |
| C        | Stefan Lottermann   | Eintracht Francoforte |          |
| C        | Klaus Wabra         | Locarno               |          |

| Cessioni | Cessioni         | Cessioni          | Cessioni |
| R.       | Nome             | a                 | Modalità |
| -------- | ---------------- | ----------------- | -------- |
| A        | Werner Dreßel    | Borussia Dortmund |          |
| C        | Theo Schneider   | RW Oberhausen     |          |
| C        | René Botteron    | Basilea           |          |
| D        | Reinhard Brendel | Saarbrücken       |          |
| D        | Norbert Schlegel | Saarbrücken       |          |
| D        | Peter Stocker    | Wacker Burghausen |          |

### Sessione invernale
| Acquisti | Acquisti | Acquisti | Acquisti |
| R.       | Nome     | da       | Modalità |
| -------- | -------- | -------- | -------- |

| Cessioni | Cessioni | Cessioni | Cessioni |
| R.       | Nome     | a        | Modalità |
| -------- | -------- | -------- | -------- |

## Risultati

### Bundesliga

#### Girone di andata
| Arbitro: | Umbach |

|                                |           |                                                      |
| Lottermann 25’ Burgsmüller 81’ | Marcatori | 26’ Hofmann 52’ (rig.) Feilzer 55’ Herget 82’ Gulich |

| Arbitro: | Gabor |

|                         |           |  |
| Hörster 7’ Cha 11’, 64’ | Marcatori |  |

| Arbitro: | Heitmann |

|                               |           |  |
| Burgsmüller 65’ Grahammer 82’ | Marcatori |  |

| Arbitro: | Dellwing |

|                      |           |          |
| Wenzel 7’ Bommer 68’ | Marcatori | 2’ Trunk |

| Arbitro: | Assenmacher |

|                                     |           |  |
| Burgsmüller 19’, 51’, 79’ Trunk 38’ | Marcatori |  |

| Arbitro: | Uhlig |

|                       |           |  |
| Pezzey 52’ Völler 55’ | Marcatori |  |

| Arbitro: | Eschweiler |

|                                                        |           |                              |
| Trunk 15’ Burgsmüller 35’ Heidenreich 63’ Weyerich 82’ | Marcatori | 20’ Studzizba 59’ Tripbacher |

| Arbitro: | Stäglich |

|          |           |  |
| Linz 63’ | Marcatori |  |

| Arbitro: | Wiesel |

|                              |           |              |
| Heck 52’, 72’ Lottermann 90’ | Marcatori | 32’ Schreier |

| Arbitro: | Osmers |

|                       |           |  |
| Matthäus 11’ Rahn 28’ | Marcatori |  |

| Arbitro: | Huster |

|          |           |                                         |
| Heck 44’ | Marcatori | 12’ Allofs 67’ Hönerbach 83’ Littbarski |

| Arbitro: | Wippker |

|                                                                    |           |                      |
| Reinhardt 17’ (aut.) Augenthaler 65’ Rummenigge 83’ Rummenigge 90’ | Marcatori | 16’, 20’ Burgsmüller |

| Arbitro: | Pauly |

|                                                                                 |           |  |
| Allgöwer 46’, 48’, 87’ Schäfer 50’ Kelsch 66’ (rig.) Sigurvinsson 73’ Kempe 76’ | Marcatori |  |

| Norimberga 12 novembre 1983, ore 15:30 CET 14ª giornata | Norimberga | 0 – 0 referto | Eintracht Francoforte | Städtisches Stadion (14 000 spett.)\| Arbitro: \| Wahmann \| |
| Arbitro:                                                | Wahmann    |               |                       |                                                              |

| Arbitro: | Wuttke |

|                                                       |           |  |
| Schatzschneider 8’ Schröder 33’ Rolff 48’ Brefort 60’ | Marcatori |  |

| Arbitro: | Roth |

|                                                  |           |                                      |
| Burgsmüller 57’ Briegel 80’ (aut.) Abramczik 87’ | Marcatori | 16’, 48’, 51’ Nilsson 36’ Eilenfeldt |

| Arbitro: | Hontheim |

|                             |           |           |
| Keser 51’, 58’ Rüssmann 75’ | Marcatori | 87’ Giske |

#### Girone di ritorno
| Arbitro: | Wiesel |

|               |           |  |
| Loontiens 31’ | Marcatori |  |

| Arbitro: | Horeis |

|                                    |           |                                |
| Burgsmüller 48’ Brunner 83’ (rig.) | Marcatori | 42’ Wójtowicz 55’ Cha 73’ Waas |

| Arbitro: | Stäglich |

|                  |           |  |
| Westerwinter 36’ | Marcatori |  |

| Arbitro: | Tritschler |

|                         |           |                |
| Brunner 13’, 80’ (rig.) | Marcatori | 22’ Eðvaldsson |

| Arbitro: | Eschweiler |

|                            |           |               |
| Bein 21’, 53’ Hofeditz 84’ | Marcatori | 72’ Abramczik |

| Arbitro: | Gabor |

|                          |           |  |
| Trunk 9’ Burgsmüller 55’ | Marcatori |  |

| Arbitro: | Hontheim |

|                |           |  |
| Tripbacher 70’ | Marcatori |  |

| Norimberga 17 marzo 1984, ore 15:30 CET 25ª giornata | Norimberga | 0 – 0 referto | Waldhof Mannheim | Städtisches Stadion (15 000 spett.)\| Arbitro: \| Risse \| |
| Arbitro:                                             | Risse      |               |                  |                                                            |

| Arbitro: | Osmers |

|                         |           |  |
| Lameck 65’ Schreier 72’ | Marcatori |  |

| Arbitro: | Walz |

|           |           |                          |
| Trunk 56’ | Marcatori | 45’, 57’ Rahn 85’ Criens |

| Arbitro: | Theobald |

|                                       |           |           |
| Engels 71’ Fischer 77’ Littbarski 81’ | Marcatori | 61’ Trunk |

| Arbitro: | Wuttke |

|                              |           |                                           |
| Reinhardt 4’ Lieberwirth 10’ | Marcatori | 12’ Pflügler 48’, 84’ Mathy 90’ Nachtweih |

| Arbitro: | Wahmann |

|  |           |                                                                         |
|  | Marcatori | 10’ Allgöwer 16’ Ohlicher 40’, 69’ Sigurvinsson 73’ Müller 90’ Reichert |

| Arbitro: | Assenmacher |

|                             |           |               |
| Körbel 5’, 81’ Berthold 90’ | Marcatori | 69’ Abramczik |

| Arbitro: | Uhlig |

|           |           |                                                                                 |
| Trunk 21’ | Marcatori | 22’ Schröder 24’ (rig.) Kaltz 40’ von Heesen 70’ Rolff 72’, 74’ Schatzschneider |

| Arbitro: | Kautschor |

|                                     |           |                           |
| Hübner 23’, 57’ Brehme 40’ Wolf 54’ | Marcatori | 31’ Trunk 55’ Burgsmüller |

| Arbitro: | Walz |

|  |           |                       |
|  | Marcatori | 55’ Wegmann 65’ Keser |

### Coppa di Germania
| Arbitro: | Zimmermann |

|                                        |           |           |
| Jaschke 12’ Wirtz 74’ Trunk 89’ (aut.) | Marcatori | 47’ Trunk |

## Statistiche

### Statistiche di squadra
| Competizione      | Punti | In casa | In casa | In casa | In casa | In casa | In casa | In trasferta | In trasferta | In trasferta | In trasferta | In trasferta | In trasferta | Totale | Totale | Totale | Totale | Totale | Totale | DR  |
| Competizione      | Punti | G       | V       | N       | P       | Gf      | Gs      | G            | V            | N            | P            | Gf           | Gs           | G      | V      | N      | P      | Gf     | Gs     | DR  |
| ----------------- | ----- | ------- | ------- | ------- | ------- | ------- | ------- | ------------ | ------------ | ------------ | ------------ | ------------ | ------------ | ------ | ------ | ------ | ------ | ------ | ------ | --- |
| Bundesliga        | 14    | 17      | 6       | 2       | 9       | 29      | 39      | 17           | 0            | 0            | 17           | 9            | 46           | 34     | 6      | 2      | 26     | 38     | 85     | -47 |
| Coppa di Germania | -     | 0       | 0       | 0       | 0       | 0       | 0       | 1            | 0            | 0            | 1            | 1            | 3            | 1      | 0      | 0      | 1      | 1      | 3      | -2  |
| Totale            | 14    | 17      | 6       | 2       | 9       | 29      | 39      | 18           | 0            | 0            | 18           | 10           | 49           | 35     | 6      | 2      | 27     | 39     | 88     | -49 |

### Andamento in campionato
| Giornata  | 1  | 2  | 3  | 4  | 5  | 6  | 7  | 8  | 9  | 10 | 11 | 12 | 13 | 14 | 15 | 16 | 17 | 18 | 19 | 20 | 21 | 22 | 23 | 24 | 25 | 26 | 27 | 28 | 29 | 30 | 31 | 32 | 33 | 34 |
| --------- | -- | -- | -- | -- | -- | -- | -- | -- | -- | -- | -- | -- | -- | -- | -- | -- | -- | -- | -- | -- | -- | -- | -- | -- | -- | -- | -- | -- | -- | -- | -- | -- | -- | -- |
| Luogo     | C  | T  | C  | T  | C  | T  | C  | T  | C  | T  | C  | T  | T  | C  | T  | C  | T  | T  | C  | T  | C  | T  | C  | T  | C  | T  | C  | T  | C  | C  | T  | C  | T  | C  |
| Risultato | P  | P  | V  | P  | V  | P  | V  | P  | V  | P  | P  | P  | P  | N  | P  | P  | P  | P  | P  | P  | V  | P  | V  | P  | N  | P  | P  | P  | P  | P  | P  | P  | P  | P  |
| Posizione | 16 | 18 | 16 | 17 | 11 | 15 | 10 | 14 | 11 | 13 | 15 | 16 | 17 | 15 | 16 | 17 | 18 | 17 | 18 | 18 | 18 | 18 | 18 | 18 | 18 | 18 | 18 | 18 | 18 | 18 | 18 | 18 | 18 | 18 |

Legenda:

Luogo: C = Casa; T = Trasferta. Risultato: V = Vittoria; N = Pareggio; P = Sconfitta.

### Statistiche dei giocatori
| Giocatore      | Bundesliga | Bundesliga | Bundesliga  | Bundesliga | Coppa di Germania | Coppa di Germania | Coppa di Germania | Coppa di Germania | Totale   | Totale | Totale      | Totale     |
| Giocatore      | Presenze   | Reti       | Ammonizioni | Espulsioni | Presenze          | Reti              | Ammonizioni       | Espulsioni        | Presenze | Reti   | Ammonizioni | Espulsioni |
| -------------- | ---------- | ---------- | ----------- | ---------- | ----------------- | ----------------- | ----------------- | ----------------- | -------- | ------ | ----------- | ---------- |
| R. Abramczik   | 24         | 3          | 1           | 0          | 0                 | 0                 | 0                 | 0                 | 24       | 3      | 1           | 0          |
| N. Blabl       | 1          | 0          | 0           | 0          | 0                 | 0                 | 0                 | 0                 | 1        | 0      | 0           | 0          |
| T. Brunner     | 28         | 3          | 4           | 0          | 1                 | 0                 | 0                 | 0                 | 29       | 3      | 4           | 0          |
| M. Burgsmüller | 34         | 12         | 1           | 0          | 1                 | 0                 | 0                 | 0                 | 35       | 12     | 1           | 0          |
| W. Dreßel      | 2          | 0          | 0           | 0          | 0                 | 0                 | 0                 | 0                 | 2        | 0      | 0           | 0          |
| N. Eder        | 28         | 0          | 1           | 0          | 1                 | 0                 | 0                 | 0                 | 29       | 0      | 1           | 0          |
| R. Geyer       | 2          | 0          | 0           | 0          | 0                 | 0                 | 0                 | 0                 | 2        | 0      | 0           | 0          |
| A. Giske       | 20         | 1          | 2           | 0          | 0                 | 0                 | 0                 | 0                 | 20       | 1      | 2           | 0          |
| R. Grahammer   | 30         | 1          | 9           | 0          | 1                 | 0                 | 0                 | 0                 | 31       | 1      | 9           | 0          |
| W. Habiger     | 18         | 0          | 4           | 0          | 1                 | 0                 | 0                 | 0                 | 19       | 0      | 4           | 0          |
| W. Heck        | 22         | 3          | 1           | 0          | 1                 | 0                 | 0                 | 0                 | 23       | 3      | 1           | 0          |
| H. Heidenreich | 21         | 1          | 3           | 0          | 1                 | 0                 | 0                 | 0                 | 22       | 1      | 3           | 0          |
| H. Heider      | 2          | 0          | 0           | 0          | 0                 | 0                 | 0                 | 0                 | 2        | 0      | 0           | 0          |
| R. Hintermaier | 10         | 0          | 3           | 0          | 0                 | 0                 | 0                 | 0                 | 10       | 0      | 3           | 0          |
| R. Kargus      | 33         | 0          | 2           | 0          | 1                 | 0                 | 0                 | 0                 | 34       | 0      | 2           | 0          |
| D. Lieberwirth | 11         | 1          | 3           | 0          | 0                 | 0                 | 0                 | 0                 | 11       | 1      | 3           | 0          |
| S. Lottermann  | 21         | 2          | 0           | 0          | 0                 | 0                 | 0                 | 0                 | 21       | 2      | 0           | 0          |
| A. Reinhardt   | 26         | 1          | 2           | 0          | 1                 | 0                 | 0                 | 0                 | 27       | 1      | 2           | 0          |
| T. Roßberger   | 2          | 0          | 0           | 0          | 0                 | 0                 | 0                 | 0                 | 2        | 0      | 0           | 0          |
| R. Schöll      | 4          | 0          | 1           | 0          | 1                 | 0                 | 0                 | 0                 | 5        | 0      | 1           | 0          |
| D. Trunk       | 28         | 8          | 3           | 1          | 1                 | 1                 | 0                 | 0                 | 29       | 9      | 3           | 1          |
| J. Täuber      | 29         | 0          | 8           | 0          | 0                 | 0                 | 0                 | 0                 | 29       | 0      | 8           | 0          |
| K. Wabra       | 1          | 0          | 0           | 0          | 0                 | 0                 | 0                 | 0                 | 1        | 0      | 0           | 0          |
| H. Weyerich    | 21         | 1          | 2           | 0          | 1                 | 0                 | 0                 | 0                 | 22       | 1      | 2           | 0          |